# Julian Platt
Julian Platt  (ur. 26 października 1923; zm. 14 marca 1997) – polski polonista i historyk, specjalizujący się w literaturze oświecenia (m.in. w twórczości Adama Naruszewicza). Pracownik Zakładu Historii Literatury Polskiego Oświecenia Instytutu Badań Literackich PAN, Uniwersytetu Wrocławskiego i Uniwersytetu Gdańskiego. W 1986 uzyskał stopień doktora habilitowanego, w 1992, profesora.